# 차이메 2세

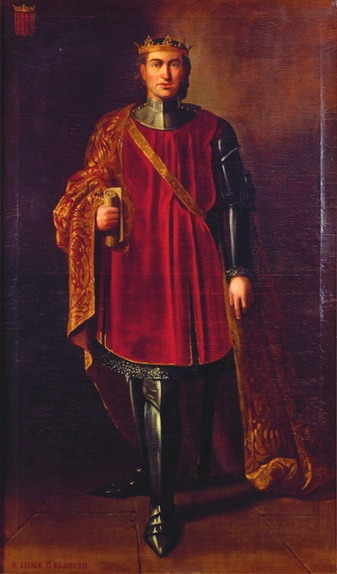
차이메 2세

차이메 2세(아라곤어: Chaime II d'Aragón, 카탈루냐어: Jaume II d'Aragó) 또는 자쿠무 1세(시칠리아어: Jàcumu I d'Aragona)는 시칠리아 왕국, 아라곤 왕국의 왕이다. 별명은 공정왕(el Just, lu Giustu)이다.